# Leucemia mielógena
La leucemia mielógena es un cáncer de los tejidos de la médula ósea que forman la sangre, destacado por el aumento de glóbulos blancos incipientes. Existen 8 categorías de esta condición que van desde la M0 hasta M7, dependiendo de cuales células sanguíneas son afectadas.
La leucemia mielógena se presenta a cualquier edad, pero afectando principalmente a adultos mayores de 30 años y niños menores de 12 meses. Ciertas células de la sangre, pertenecientes al sistema inmune, pierden la capacidad de diferenciación y maduración, y luego, estas células se reproducen ligeramente y reemplazan a las normales, generando una mayor cantidad de estas células anormales. 
La mayor cantidad de estas células malignas genera una debilitación del sistema inmunitario, generando una tendencia a virus, y bacterias en el cuerpo, ya que, en caso de una herida, se permite la introducción de bacterias y microorganismos, y al no estar desarrollados los glóbulos blancos, no pueden rechazarlos.
La mayoría de los casos de leucemia mielógena no tienen una causa definida, aunque según estudios, se cree que la radiación, algunas toxinas como el benceno, y algunas drogas para la quimioterapia, ocasionan distintos casos de leucemia incluyendo la leucemia mielógena. Una principal causa que se cree que puede ocasionar este tipo de leucemia es la anomalía genética, que puede ser hereditaria.
Algunos factores de riesgo son: la exposición a la radiación, que puede alterar las células sanguíneas; puede causar policitemia vera y mielodisplasia.

## Síntomas
- Grandes sangrados y formación de hematomas con leves golpes
- Inflamación y sangrado de la encía
- Tardanza en los ciclos menstruales
- Sensación de ahogamiento, debido a la dificultad de respirar
- Gran pérdida de peso
- Dolor y sensibilidad de los huesos
- Palidez
- Fatiga
- Fiebre
- Regulares hemorragias en las fosas nasales